# Hermann Gehri
Hermann Gehri (26. července 1899 – 25. listopadu 1979) byl švýcarský zápasník. V roce 1924 vybojoval na olympijských hrách v Paříži zlatou medaili ve volném stylu ve velterové váze. V roce 1930 vybojoval titul na mistrovství Evropy ve volném stylu ve střední váze.